# Märta Thisner
Märta Thisner, född 1981 i Uppsala, är en svensk fotograf.
Thisner är utbildad vid Fotoskolan i Stockholm och Cumbria Institute of the Arts. Sedan 2005 är hon verksam i Stockholm.
Thisner har utmärkt sig som fotograf av samtida svenska musikartister. Hon har också fotograferat för teatrar och varumärken, exempelvis Unga Klara, Dramaten och Cheap Monday. År 2016 gjorde hon omslaget till Fotografisk Tidskrift.
År 2017 vann hon Arbetets museums dokumentärfotopris. Som motivering angavs Thisners "förmåga att fånga det osminkade, ungdomliga". Vidare angavs: "Hon exponerar en kaxig självsäkerhet som i det egna projektet ”Drunk in Love”, kombineras med en närmast brutal nakenhet. I hennes bilder rör sig nuet energifyllt genom linsen med ett extremt nutida resultat."
Thisner har i över ett decennium arbetat med projektet Drunk in Love som ställts ut flera gånger. Bilderna visar intima ögonblick med estetisk inspiration från Nan Goldin. Projektet blev även en bok med samma titel som kom 2019. Den nominerades till Svenska Fotobokspriset 2020.